# East Flat Rock
Pour les articles homonymes, voir Flat Rock.
East Flat Rock est un census-designated place dans le comté de Henderson en Caroline du Nord. Sa population s'élevait à 4 151 habitants au recensement de 2000.

## Démographie
| 2000  | 2010  | - | - | - | - |
| ----- | ----- | - | - | - | - |
| 4 844 | 4 995 | - | - | - | - |